# Fritz Freitag
Fritz Freitag  (28 de abril de 1894 - 10 de mayo de 1945) fue un comandante de las SS alemanas durante la era Nazi. Durante la II Guerra Mundial comandó la 2.ª Brigada de Infantería SS, la División de Caballería SS Florian Geyer, y la División SS Galicia. Freitag se suicidó en mayo de 1945.

## Biografía
Fritz Freitag nació en Allenstein, Prusia Oriental, hijo de un funcionario de ferrocarriles. Después de superar los exámenes de la escuela secundaria se unió al 1.º Regimiento de Granaderos (Prusia Oriental) del Ejército prusiano. Durante la I Guerra Mundial, Freitag sirvió tanto en el frente oriental como en el frente occidental. En 1919, Freitag se unió al Freikorps y en 1920, a la Schutzpolizei. Para el tiempo de la II Guerra Mundial, Freitag había sido promovido a Policía Coronel. Durante la invasión de Polonia, era Jefe de Operaciones del 3.º Regimiento de Policía y Jefe de Estado Mayor del comandante de la policía en el 14.º Ejército, Udo von Woyrsch.
En septiembre de 1940, Freitag se unió a las SS y se le situó en el personal de Heinrich Himmler. Después se le situó en la 1.ª Brigada de Infantería SS como jefe de Estado Mayor. Durante la invasión de la Unión Soviética, organizó las operaciones de seguridad de retaguardia en Bielorrusia y asistió al Einsatzgruppen en acorralar a la población judía en los territorios ocupados.
Freitag fue nombrado comandante del 2.º Regimiento de Infantería SS Polizei sirviendo todavía en el frente oriental. Fue promovido a Standartenführer por su desempeño al mando de un kampfgruppe durante la lucha en la bolsa de Volkhov. En enero de 1943, se le dio temporalmente el mando de la División de Caballería SS Florian Geyer siendo remplazado cuando se puso enfermo. Entre abril y agosto de 1943 comandó la 2.ª Brigada de Infantería SS, y entre el 18 de agosto de 1943 hasta el 20 de octubre de 1943 la 4.ª División SS Polizei. Después se le dio el mando de la División SS Galicia. Fue condecorado con la Cruz de Caballero de la Cruz de Hierro en septiembre de 1944.
Freitag se pegó un tiro en la población de St. Andrä el 10 de mayo de 1945.

## Condecoraciones
- Cruz de Caballero de la Cruz de Hierro el 30 de septiembre de 1944 como SS-Brigadeführer y Generalmajor de las Waffen-SS, y comandante de la 14. Waffen-Grenadier-Division der SS (gal. Nr. 1).[3]